# Afrocalliandra
Afrocalliandra, biljni rod iz porodice Fabaceae, smješten u tribus Ingeae, dio potporodice Caesalpinioideae. Postoje dvije vrste koje rastu u Somaliji, Keniji i na jugu Afrike.

## Vrste
1. Afrocalliandra gilbertii (Thulin & Hunde) E.R.Souza & L.P.Queiroz
2. Afrocalliandra redacta (J.H.Ross) E.R.Souza & L.P.Queiroz